# Scarlet Party
Scarlet Party byla britská rocková skupina. Členové skupiny byli Graham Dye (zpěv, kytara, harmonika), jeho bratr Steven Dye (zpěv, baskytara, klávesy), Sean Heaphy (bicí, perkuse), Micky Portman (baskytara) a Mark Gilmour (sólová kytara). Mark Gilmour je bratrem Davida Gilmoura ze skupiny Pink Floyd.